# Martin Lamm

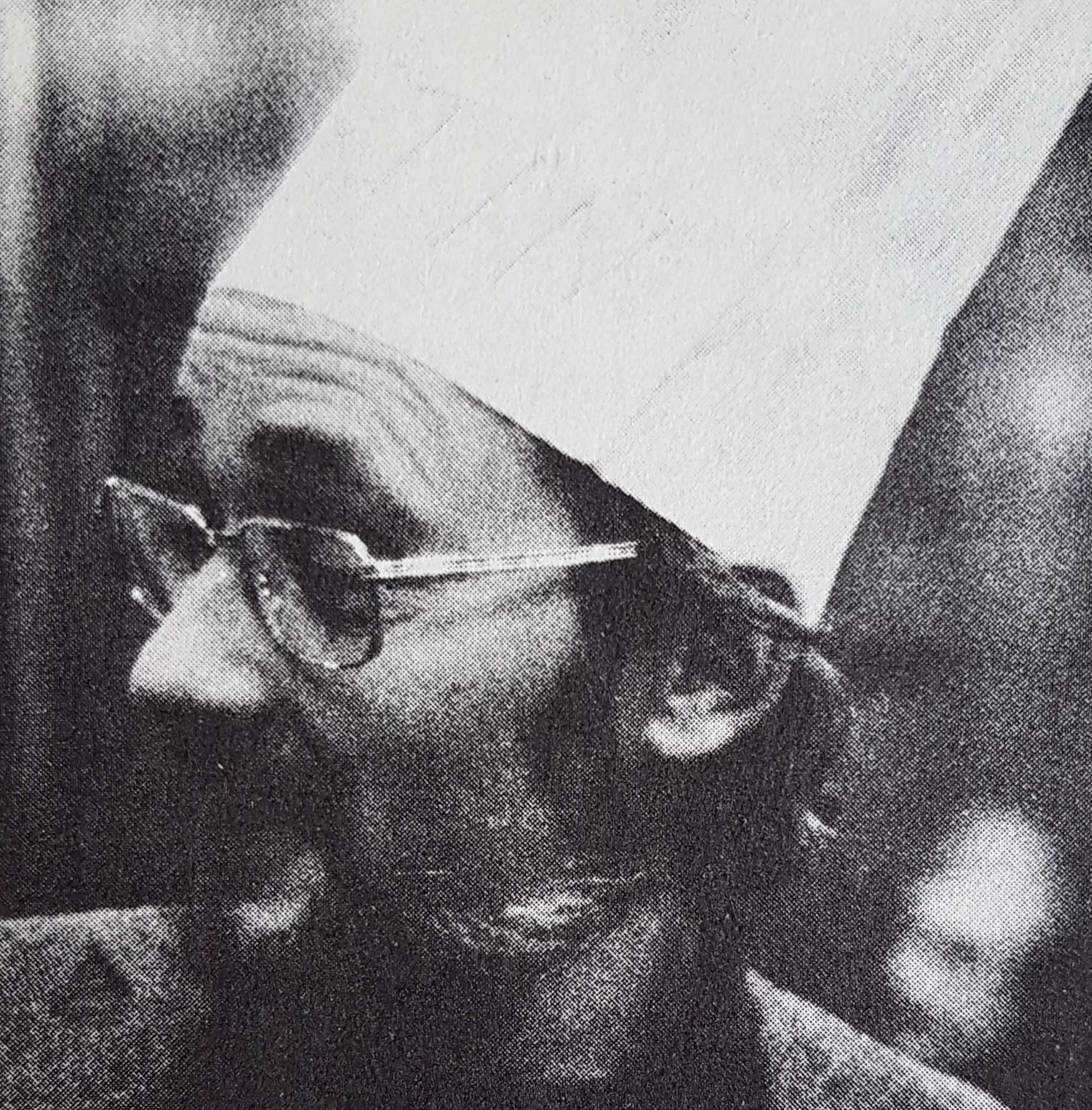
Martin Lamm

Martin Fredrik Lamm (* 10. August 1929 in Ludvika; † 5. Dezember 1983 in Stockholm) war ein schwedischer Künstler und Illustrator und einer der bekanntesten politischen Karikaturisten Schwedens.

## Leben
Martin Lamm war der Sohn des Elektroingenieurs Uno Lamm. Er wurde an der privaten Kunstschule von Anders Beckman in Stockholm ausgebildet, danach studierte er Lithografie und Ätzung an der Central School of Arts and Crafts in London. 1959 kam er zur überregionalen schwedischen Tageszeitung Dagens Nyheter, dort blieb er bis zu seinem frühen Tode im Jahre 1983. Schon 1963 gab Lamm sein erstes Album mit Karikaturen heraus und hier ist bereits seine bekannte Illustration von Charles de Gaulle, der sich am Telefon meldet mit den Worten: "Europa...Ja, das bin ich!" Für diese Zeichnung bekam Lamm den ersten Preis auf dem Zeichenfestival in Montreal 1964.
Eine bekannt gewordene Karikatur von 1976 zeigt Astrid Lindgren, die mit ihrem Schirm den damaligen sozialdemokratischen Finanzminister Gunnar Sträng aufzuspießen scheint. Lindgren kritisierte Sträng mit einem polemischen Märchen in der Zeitung Expressen, als sie entdeckte, dass sie einen Grenzsteuersatz von 102 % hatte. Der selbstherrliche Sträng fertigte sie ab und meinte, sie solle sich nicht in seine Steuerpolitik einmischen und doch lieber Märchen erzählen. Die Sozialdemokraten verloren die Wahl und der Grenzsteuersatz wurde auf gut 80 % gesenkt.
Martin Lamm zeichnete außer Karikaturen auch das aktuelle Sonntagsportrait und Reisereportagen in der Dagens Nyheter. Auch als Kinderbuchillustrator machte er sich einen Namen. Sein Zeichenstil war der schnelle Stift und Pinsel, immer gut durchgearbeitet, unerhört treffsicher und witzig und gleichzeitig von ironischer Nachdenklichkeit.
Seine Arbeiten sind u. a. im Nationalmuseum in Stockholm vertreten. 1959 bekam er die Elsa Beskow-Plakette für seine Illustrationen im Kinderbuch All världens vackra sagor.